# Estadio Lewisohn
El Estadio Lewisohn fue un anfiteatro e instalación deportiva construida en el campus del City College of New York en 1915 y demolido en 1973.

## Historia
El anfiteatro con columnas dóricas se construyó entre las avenidas Amsterdam y Convent, entre las calles 136 y 138. El financiero y filántropo Adolph Lewisohn donó el dinero para la construcción.
Se inauguró en 1915 y con una capacidad para 8.000 personas. El estadio acogió muchos eventos deportivos, musicales y teatrales. Fue uno de los hitos públicos de Nueva York.
El estadio Lewisohn fue demolido en 1973 para dar paso al North Academic Center. En 1985, una plaza fuera del centro fue nombrada como Lewisohn Plaza, en memoria del estadio y su filántropo.

## Eventos deportivos
El equipo de fútbol americano del City Collage jugó sus partidos como local en el estadio entre 1921 y 1950. El último partido disputado tuvo lugar el 18 de noviembre de 1950, con victoria para los locales frente al Lowell Textile.
Junto con Jasper Oval (justo al otro lado de Convent Avenue, también ahora demolido), Lewisohn se utilizó durante todo el año académico para muchos de los deportes intramuros al aire libre del campus de la zona alta de la universidad.
El CCNY Varsity Rifle Team tenía su campo de tiro interior de pequeño calibre bajo de los graderíos del estadio, al que se ingresaba a través de una puerta en el extremo norte. Durante muchos años, el equipo de rifle de la Universidad destacó en competiciones nacionales, regionales y locales y estuvo constantemente en el ranking nacional Top Ten patrocinado por la NRA.

## Eventos musicales
Además de albergar eventos deportivos, el estadio se utilizó para actuaciones musicales durante casi cinco décadas a partir de 1918 bajo la supervisión del director de orquesta Arnold Volpe y el apoyo económico de la filántropa Minnie Guggenheimer, quien asistió al concierto inaugural del estadio con su hijo Randolph Guggenheimer . Por el precio de la entrada de sólo veinticinco céntimos, los asistentes al concierto en el anfiteatro pudieron disfrutar de actuaciones de destacados intérpretes del mundo del jazz, la música clásica y la ópera.
Varios directores destacados actuaron en el estadio con la Orquesta Sinfónica del Estadio Lewisohn, la Filarmónica de Nueva York y la Orquesta del Metropolitan Opera House. Alfredo Antonini dirigió una serie de conciertos de verano al aire libre en el estadio durante las décadas de 1940, 1950 y 1960. Sus conciertos de la Noche Italiana a menudo atraían a una audiencia de más de 13.000 invitados para una sola actuación y contaban con destacados solistas del escenario operístico, entre ellos Licia Albanese y Richard Tucker . Tanto Leonard Bernstein de la Filarmónica de Nueva York como Kurt Adler del Metropolitan Opera House también actuaron en el estadio como directores. También hicieron apariciones especiales en el podio del estadio: Pierre Boulez, Andre Kostelanetz, Henry Lewis . Dimitri Mitropoulos, Julius Rudel, Alexander Smallens, Max Steiner, Alfred Wallenstein, y Mark Warnow .

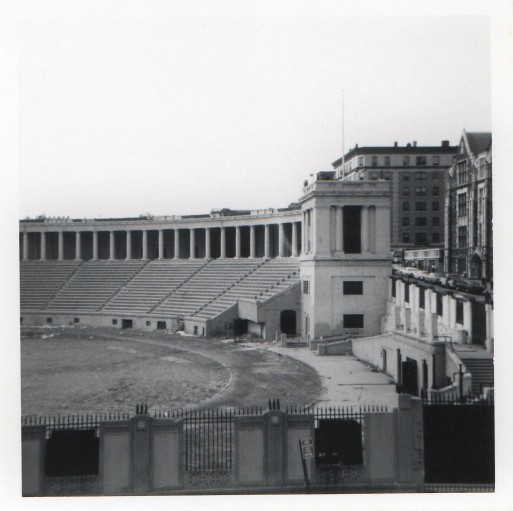
Lewisohn Stadium en 1973, justo antes de su demolición

Durante décadas una gran variedad de artistas de diferentes géneros pasaron los el escenario del anfiteatro, entre las que destacan Marian Anderson, Louis Armstrong, Harry Belafonte, Jack Benny, Leonard Bernstein, Jorge Bolet, Van Cliburn, Plácido Domingo, Joan Field, Ella Fitzgerald, Kirsten Flagstad, Benny Goodman, Thomas Hayward, Jascha Heifetz, William Kapell, Lotte Lenya, Yehudi Menuhin, Jan Peerce, Roberta Peters, Leontyne Price, Paul Robeson, Pete Seeger, Frank Sinatra, Renata Tebaldi, Richard Tucker y Yma Súmac.
Los directores de orquesta Eugene Ormandy y Leopold Stokowski realizaron cada uno una serie de grabaciones para Everest Records con la "Stadium Symphony Orchestra of New York". George Gershwin tocó su Rapsodia en azul y también estrenó su Obertura cubana en el estadio.
Debido a la disminución de la asistencia, los conciertos programados regularmente se suspendieron en 1966.

## Otros usos
El estadio fue utilizado por el City College para sus ceremonias de graduación. Participaron todos los campus de CCNY, incluidos Artes Liberales, Ingeniería y Arquitectura, y su Escuela de Negocios de Manhattan (ahora Baruch College). Esta práctica continuó hasta junio de 1973.
El 16 de agosto de 1946, el estadio fue sede de un concierto benéfico para el sargento Isaac Woodard, un soldado afroamericano del ejército estadounidense que, tras ser dado de baja con honores y regresar a casa después de su servicio en el frente del Pacífico durante la Segunda Guerra Mundial, había quedado ciego tras se brutalmente atacado por oficial de policía blanco en Carolina del Sur a principios de ese año. El concierto con entradas agotadas, organizado por el New York Amsterdam News mientras la atrocidad estaba ganando atención nacional, incluyó actuaciones de los músicos Nat King Cole, Cab Calloway, Duke Ellington, Carol Brice, Woody Guthrie, y Billie Holiday . Orson Welles, que había ayudado a dar a conocer el cruel ataque en su programa de radio y en su columna del New York Post, también asistió, y el evento fue copresidido por el boxeador Joe Louis y el alcalde de la ciudad de Nueva York, William O'Dwyer .
El estadio apareció como escenario de la escena final de la película Rhapsody in Blue de 1945 en la que Oscar Levant interpreta la composición principal, con una orquesta dirigida por Paul Whiteman, como homenaje al compositor. El estadio abandonado también se utilizó en la película Serpico de 1973, dirigida por Sidney Lumet, en una escena con Tony Roberts y Al Pacino .